# Рікардо Кларк (панамський футболіст)
Не варто плутати з американським футболістом Рікардо Кларком.
Рікардо Кларк (ісп. Ricardo Clarke, нар. 27 вересня 1992, Панама) — панамський футболіст, фланговий півзахисник клубу «Боавішта» та національної збірної Панами.

## Клубна кар'єра
Кларк почав кар'єру в клубі «Спортінг» (Сан-Мігеліто). 22 липня 2012 року в матчі проти клубу «Пласа Амадор» він дебютував у чемпіонаті Панами. 8 серпня в поєдинку проти «Чепо» Рікардо забив свій перший гол за «Спортінг».
Влітку того ж року Кларк на правах оренди перейшов у новозеландський «Веллінгтон Фенікс». 6 жовтня у матчі проти австралійського «Сіднея» він дебютував у австралійській A-Лізі. Після закінчення оренди Рікардо повернувся в «Спортинг». У 2013 році став чемпіоном країни.
Влітку 2013 року Кларк на правах оренди перейшов у венесуельську «Самору». 26 серпня в матчі проти «Депортіво Лара» він дебютував у венесуельській Прімері. 21 жовтня в поєдинку проти «Депортіво Ла-Гуайра» Рікардо забив свій перший гол за «Самору». Незабаром «Самора» викупила трансфер гравця. У складі клубу Кларк тричі виграв чемпіонат. 25 квітня 2017 року в матчі Кубка Лібертадорес проти чилійського «Депортес Ікіке» Кларк забив гол.
3 липня 2017 року Кларк підписав контракт на три роки з португальською «Боавіштою». 

## Виступи за збірну
18 лютого 2016 року дебютував в офіційних матчах у складі національної збірної Панами в товариському матчі проти збірної Сальвадору.
Наступного року у складі збірної був учасником Золотого кубка КОНКАКАФ 2017 року.
Наразі провів у формі головної команди країни 3 матчі.

## Досягнення
- Чемпіон Панами: Клаусура 2013
- Чемпіон Венесуели: 2013/14, 2015, 2016